# هيديلين دياز
هيديلين فرانسيسكو دياز (ولدت في 20 فبراير 1991) لاعبة رفع أثقال وطيارة جوية فلبينية، فازت بالميدالية الذهبية في رفع الأثقال فئة 55 كجم للسيدات. في دورة الألعاب الأولمبية الصيفية 2020. في بداية مسيرتها المهنية في رفع الأثقال، شاركت في دورة الألعاب الأولمبية الصيفية لعام 2008، حيث كانت أصغر متسابقة في فئة 58 كجم سيدات. في دورة الألعاب الأولمبية الصيفية لعام 2016، فازت دياز بالميدالية الفضية في فئة وزن 53 كجم سيدات، منهية بذلك جفاف الميدالية الأولمبية لمدة 20 عامًا في الفلبين. في 26 يوليو 2021، فازت دياز بأول ميدالية ذهبية أولمبية للفلبين في دورة الألعاب الأولمبية الصيفية لعام 2020 لرفع الأثقال للسيدات وسجلت الرقم القياسي الأولمبي لفئة 55 كجم برفع ما مجموعه 224 كجم.